# Johan Agrell
Johan Joachim Agrell, (gemeente Norrköping, 1 februari 1701 - Neurenberg, 19 januari 1765) was een Zweeds musicus en componist.

## Biografie
Johan was de zoon van Johannes Agrelius en Margareta Landelius. Waarschijnlijk kreeg hij zijn eerste muziekopleiding aan de middelbare school in Linköping bij Eric Duræus en Anders Duræus. Hij schreef zich in 1721 in bij de universiteit van Uppsala. In 1723 kreeg hij een muziekstipendium. Hij studeerde waarschijnlijk bij Johan Helmich Roman. In 1723 werd hij musicus aan het hof van Maximiliaan van Hessen-Kassel in Kassel en in 1737 werd hij een musicus bij het hofkapel van Willem VIII van Hessen-Kassel. In 1747 werd hij stadtmusicus in Neurenberg, wat hij bleef tot aan zijn dood.
Agrell reisde veel, naar onder andere Italië, Frankrijk en Engeland. Hij schreef onder andere solowerken voor toetsinstrumenten en viool, concerten voor toetsinstrumenten en symfonieën. Hij was een belangrijk figuur voor de ontwikkeling van de sonatevorm.
Van zijn eerste jaren in Zweden is geen muziek bewaard gebleven, maar hij droeg zijn Sei Sonate per il Cembalo Solo, zes klavecimbelsonates (op. 2), op aan koning Adolf Fredrik met de wens om naar huis te gaan naar Zweden. De koning had echter al een klavecinist, Henrik Philip Johnsen, en Agrell keerde nooit terug naar Zweden.

## Werken

### Symfonieën
- Symfonie in Es-majeur, (voor januari 1738)
- Symfonie in D-majeur, op. 1 nr. 1 (1746)
- Symfonie in C-majeur, op. 1 nr. 2 (1746)
- Symfonie in A-majeur, op. 1 nr. 3
- Symfonie in B-majeur, op. 1 nr. 4 (1746)
- Symfonie in G-majeur, op. 1 nr. 5
- Symfonie in F-majeur, op. 1 nr. 6 (gedrukt in 1746)
- Symfonie in D-majeur (ca. 1740–50)
- Symfonie in E-majeur (ca. 1753)
- Symfonie in F-majeur (ca. 1750–60)
- Symfonie in D-majeur (ca. 1755–65)

### Hoboen orkest
- Concert nr. 5 voor hobo en strijkorkest in B-majeur

### Klavecimbel en orkest
- Concert voor klavecimbel en strijkorkest in D-majeur, op. 3 nr. 2 (gedrukt 1751-52)
- Concert voor klavecimbel, fluit of viool en strijkorkest i A-majeur, op. 4 nr. 1 (gedrukt 1753)
- Concert voor klavecimbel, fluit of viool en strijkorkest in b-mineur, op. 4 nr. 2 (gedrukt 1753)
- Concert voor klavecimbel, fluit of viool en strijkorkest in G-majeur, op. 4 nr. 3 (gedrukt 1753)
- Concert voor klavecimbel en strijkorkest in A-majeur (gedrukt 1758)

### Viool en klavecimbel
- Sonate nr. 2 voor viool en cello of fagot en/of klavecimbel in A-majeur (1734)

### Klavecimbel
- Zes sonaten voor klavecimbel, op. 2 (1748)
- Concert voor klavecimbel of orgel in D-majeur, op. 3 nr. 2 (gedrukt 1762)